# The Wretched Spawn
The Wretched Spawn deveti je studijski album američkog death metal-sastava Cannibal Corpse. Diskografska kuća Metal Blade Records objavila ga je 24. veljače 2004. Posljednji je album skupine na kojem je svirao izvorni gitarist Jack Owen.

## Popis pjesama
| 1.    | »Severer Head Stoning«      | Alex Webster      | Pat O'Brien, Webster | 1:45 |
| 2.    | »Psychotic Precision«       | Paul Mazurkiewicz | O'Brien              | 2:56 |
| 3.    | »Decency Defied«            | Jack Owen         | Owen                 | 2:59 |
| 4.    | »Frantic Disembowelment«    | Mazurkiewicz      | O'Brien              | 2:50 |
| 5.    | »The Wretched Spawn«        | Webster           | Webster              | 4:09 |
| 6.    | »Cynaide Assassin«          | Webster           | Webster              | 3:11 |
| 7.    | »Festering in the Crypt«    | Owen              | Owen                 | 4:38 |
| 8.    | »Nothing Left to Mutilate«  | Owen              | Owen                 | 3:49 |
| 9.    | »Blunt Force Castration«    | Mazurkiewicz      | O'Brien              | 3:27 |
| 10.   | »Rotted Body Landslide«     | Webster           | Webster              | 3:24 |
| 11.   | »Slain«                     | Owen              | Owen                 | 3:32 |
| 12.   | »Bent Backwards and Broken« | Webster           | Webster              | 2:58 |
| 13.   | »They Deserve to Die«       | Webster           | Webster              | 4:44 |
| 44:22 |                             |                   |                      |      |

## Zasluge
Cannibal Corpse
- George "Corpsegrinder" Fisher - vokal
- Jack Owen - gitara
- Pat O'Brien - gitara
- Alex Webster - bas-gitara
- Paul Mazurkiewicz - bubnjevi

Ostalo osoblje
- Vincent Locke - omot
- Neil Kernon - produkcija
- Justin Leeah - inženjer zvuka
- Brad Vance - mastering
- Alex Solca - slike
- Brian J. Ames - omot